# Проекция Ньюмана

Проекция Ньюмана для бутана

Проекция Ньюмана — в стереохимии алканов способ визуализировать химическую конформацию связи углерод-углерод. Предложен Мелвином Спенсером Ньюманом в 1952 году. Расположенный ближе к наблюдателю атом углерода называют ближайшим и представляют в виде точки, а расположенный дальше от наблюдателя атом углерода называют отдалённым от центра и изображают в виде круга. Этот тип представления полезен для оценки угла вращения (англ. torsion angle) между связями.